# Saison 1 de The Rookie
Chronologie
Saison 2
La première saison de la série télévisée américaine The Rookie : Le Flic de Los Angeles débute en octobre 2018 et s'achève en avril 2019, et est constituée de 20 épisodes.

## Généralités
Aux États-Unis, la première saison a été diffusée depuis le 16 octobre 2018 sur le réseau ABC et en simultané sur le réseau CTV au Canada.
En France, elle est diffusée à partir du 5 juillet 2019 sur M6.

## Distribution

### Acteurs principaux
- Nathan Fillion (VF : Guillaume Orsat) : Officier John Nolan, plus vieille recrue du Los Angeles Police Department
- Afton Williamson (VF : Alice Taurand) : Lieutenant Talia Bishop, officier instructeur de John Nolan
- Eric Winter (VF : Cédric Dumond) : Officier Tim Bradford, officier instructeur de Chen
- Melissa O'Neil (VF : Audrey Sourdive) : Officier Lucy Chen, jeune recrue
- Richard T. Jones (VF : Daniel Lobé) : Sergent Wade Grey
- Titus Makin (VF : Jean-Michel Vaubien) : Officier Jackson West, recrue et fils du Commandant West des affaires internes
- Alyssa Diaz (VF : Jessica Monceau) : Officier Angela Lopez, officier instructeur de West
- Mercedes Masohn (VF : Olivia Nicosia) : Capitaine Zoe Andersen (épisodes 1 à 16)

### Acteurs récurrents et invités
- Mircea Monroe (VF : Sybille Tureau) : Isabel Bradford, l'ex-femme de Tim Bradford
- Currie Graham (VF : Thierry Wermuth) : Ben McRee, ami de Nolan
- Demetrius Grosse (en) (VF : Jean-Baptiste Anoumon) : Inspecteur Kevin Wolfe
- Shawn Ashmore (VF : Matyas Simon) : Wesley Evers
- Michael Beach (VF : Thierry Desroses) : Commandant Percy West, père de Jackson West
- Danny Nucci (VF : Maurice Decoster) : Inspecteur Sanford Motta
- Sarah Shahi (VF : Barbara Delsol) : Jessica Russo (épisodes 15 et 17)
- Joel McHale : Brad Hayes
- Michael Trucco : Substitut du procureur Sean DelMonte
- Will.i.am : lui-même (épisode 19)

## Liste des épisodes

### Épisode 1:Premiers pas
- États-Unis / Canada : 16 octobre 2018 sur ABC / CTV
- France : 5 juillet 2019 sur M6

- États-Unis : 5,43 millions de téléspectateurs (première diffusion)[1]

### Épisode 2:Pas de repos pour les braves
- États-Unis / Canada : 23 octobre 2018 sur ABC / CTV
- France : sur M6

- États-Unis : 4,54 millions de téléspectateurs (première diffusion)[2]

### Épisode 3:Plan B
- États-Unis / Canada : 30 octobre 2018 sur ABC / CTV
- France : sur M6

- États-Unis : 4,53 millions de téléspectateurs (première diffusion)[3]

### Épisode 4:Changement d'équipe
- États-Unis / Canada : 13 novembre 2018 sur ABC / CTV
- France : sur M6

- États-Unis : 4,01 millions de téléspectateurs (première diffusion)[4]

### Épisode 5:Le Tournoi
- États-Unis / Canada : 20 novembre 2018 sur ABC / CTV
- France : sur M6

- États-Unis : 4,1 millions de téléspectateurs (première diffusion)[5]

### Épisode 6:La Fin d'une légende
- États-Unis / Canada : 27 novembre 2018 sur ABC / CTV
- France : sur M6

- États-Unis : 4,38 millions de téléspectateurs (première diffusion)[6]

### Épisode 7:Un VIP à bord
- États-Unis / Canada : 4 décembre 2018 sur ABC / CTV
- France : sur M6

- États-Unis : 4,20 millions de téléspectateurs (première diffusion)[7]

### Épisode 8:Légitime défense
- États-Unis / Canada : 11 décembre 2018 sur ABC / CTV
- France : sur M6

- États-Unis : 4,27 millions de téléspectateurs (première diffusion)[8]

### Épisode 9:Piégés
- États-Unis / Canada : 8 janvier 2019 sur ABC / CTV
- France : sur M6

- États-Unis : 3,95 millions de téléspectateurs (première diffusion)[9]

### Épisode 10:Un air de famille
- États-Unis / Canada : 15 janvier 2019 sur ABC / CTV
- France : sur M6

- États-Unis : 3,83 millions de téléspectateurs (première diffusion)[10]

### Épisode 11:Séquoia
- États-Unis / Canada : 22 janvier 2019 sur ABC / CTV
- France : sur M6

- États-Unis : 3,84 millions de téléspectateurs (première diffusion)[11]

### Épisode 12:Cœurs brisés
- États-Unis / Canada : 12 février 2019 sur ABC / CTV
- France : sur M6

- États-Unis : 3,64 millions de téléspectateurs (première diffusion)[12]

### Épisode 13:La Main dans le sac
- États-Unis / Canada : 19 février 2019 sur ABC / CTV
- France : sur M6

- États-Unis : 3,54 millions de téléspectateurs (première diffusion)[13]

### Épisode 14:Premier jour en solo
- États-Unis / Canada : 26 février 2019 sur ABC / CTV
- France : sur M6

- États-Unis : 3,89 millions de téléspectateurs (première diffusion)[14]

### Épisode 15:La Chasse à l’homme
- États-Unis / Canada : 5 mars 2019 sur ABC / CTV
- France : sur M6

- États-Unis : 4,51 millions de téléspectateurs (première diffusion)[15]

### Épisode 16:Le Contrat
- États-Unis / Canada : 19 mars 2019 sur ABC / CTV
- France : sur M6

- États-Unis : 4,24 millions de téléspectateurs (première diffusion)[16]

### Épisode 17:Protection de témoin
- États-Unis / Canada : 26 mars 2019 sur ABC / CTV
- France : sur M6

- États-Unis : 4,24 millions de téléspectateurs (première diffusion)[17]

### Épisode 18:Le Vieux Bleu et le Jeune Avocat
- États-Unis / Canada : 2 avril 2019 sur ABC / CTV
- France : sur M6

- États-Unis : 3,91 millions de téléspectateurs (première diffusion)[18]

### Épisode 19:Le Défi
- États-Unis / Canada : 9 avril 2019 sur ABC / CTV
- France : sur M6

- États-Unis : 3,63 millions de téléspectateurs (première diffusion)[19]

### Épisode 20:Contamination
- États-Unis / Canada : 16 avril 2019 sur ABC / CTV
- France : sur M6

- États-Unis : 4,06 millions de téléspectateurs (première diffusion)[20]